# Эльскамп, Макс
Макс Э́льскамп (фр. Max Elskamp, 5 мая 1862, Антверпен — 10 декабря 1931, там же) — бельгийский поэт-символист, писал на французском языке.

## Биография

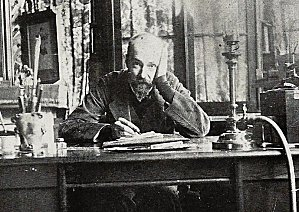
Макс Эльскамп во время работы.

Происходил из обеспеченного католического семейства, отец — банкир, фламандец, мать — набожная, болезненная валлонка. Рано покинул семью. Учился на юриста в Брюсселе, бросил учёбу. Дружил с Шарлем Ван Лербергом, Анри Ван де Вельде, который иллюстрировал его книги и оставил о нём позднее ценные воспоминания (1933). В 1887 отправился в океанское плавание на грузовом корабле. Наиболее активно писал стихи в течение двух периодов — в 1886—1901 и в 1920—1924. Коллекционировал народные картинки, солнечные часы и астролябии. Увлекался буддизмом и фламандским фольклором. Завершил жизнь, страдая тяжелой депрессией и много лет не выходя из дома.

## Творчество
Был близок к бельгийским символистам, кругу журнала и издательства Mercure de France, хорошо знаком с Верленом и Малларме, которые его высоко ценили. Вдохновлялся живописной стороной католичества в стихах и гравюрах. Его песенная лирика повлияла на Аполлинера.

## Книги

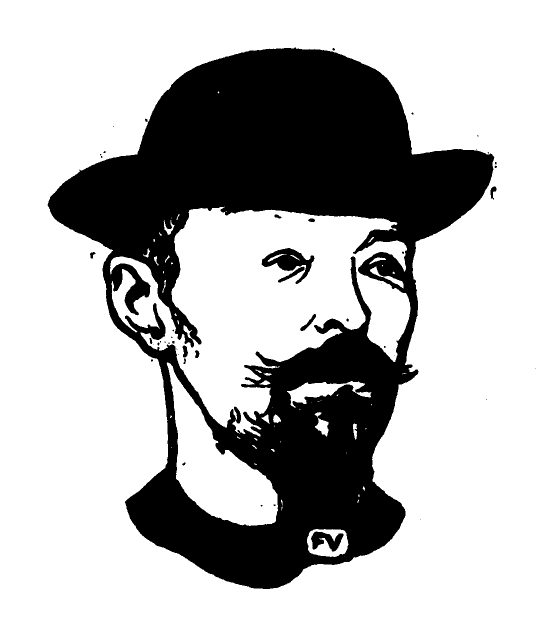
Макс Эльскамп. Портрет работы Феликса Валлотона, воспроизведен во втором томе «Книги масок» Реми де Гурмона, 1898

### Прижизненные издания
- Японский веер/ L'Éventail japonais (1886)
- Воскресное/ Dominical (1892, илл. Анри Ван де Вельде)
- Salutations, dont d’Angéliques (1893)
- En Symbole vers l’apostolat (1894)
- Six Chansons de pauvre homme pour célébrer la semaine de Flandre (1898)
- Enluminures (1898)
- L’Alphabet de Notre-Dame la Vierge (1901)
- Les Commentaires et l’idéographie du jeu de loto dans les Flandres (1914, опубл. 1918)
- Под шатрами Исхода/ Sous les tentes de l’exode (1921, стихи времен войны)
- Chansons désabusées (1922)
- Песенка улицы Сен-Поль/ La Chanson de la rue Saint-Paul (1922)
- Les Sept Notre-Dame des plus beaux métiers (1923)
- Les Délectations moroses (1923)
- Chansons d’Amures (1923)
- Maya (1923)
- Remembrances (1924)
- Больные сны/ Aegri Somnia (1924)

### Посмертные публикации
- Huit chansons reverdies (1932)
- Les Fleurs vertes (1934)
- Les Joies blondes (1934)
- Effigies (1989)

### Переиздания
- Chansons et Enluminures (1980)
- La Chanson de la rue Saint-Paul précédé de Sous les tentes de l’exode et de Aegri Somnia (1987)
- La Louange de la vie (1997)
- La Chanson de la rue Saint-Paul, Chansons d’Amures, Les Délectations moroses, Aegri Somnia (1997)

### Сводные издания
- Œuvres complètes (1967)

## Публикации на русском языке
- [Стихи]/ Пер. С.Головачевского// Умственный аквариум: Из поэзии и прозы бельгийского символизма/ Сост. М.Яснов. СПб.: Петербург — XXI век, 2003, с.194-196